# Testament de Juda
Le Testament de Juda est le quatrième des Testaments des douze patriarches. une collection de douze livres bibliques apocryphes relatant des discours attribués aux douze patriarches fils de Jacob sur leur lit de mort. Ces « Testaments », à connotation messianique et eschatologique, ont été composés pendant la période du Second Temple et comportent plusieurs strates rédactionnelles s'étalant du IIe siècle av. J.-C. au Ier siècle de l'ère commune.
Le Testament de Juda , après avoir présenté Juda comme un héros tragique défait par ses passions et penchants, encourage à la tempérance, l’abstention de vin et le rejet de la luxure, prédisant les déboires de la royauté davidique jusqu’à la venue du messie.

## Contenu

### Narration
Juda, sentant sa mort prochaine, fait venir ses enfants pour les encourager aux vertus et les éloigner des vices: quatrième fils de Jacob et Léa, il obéit aux moindres paroles de son père et respecte sa mère ainsi que la sœur de celle-ci ; devenu homme, il est béni par Jacob qui lui prédit la royauté sur ses frères et le succès en toute choses (T. Juda I:1-6). « Le Seigneur [l]e favorisa dans toutes [s]es entreprises, aussi bien aux champs qu’à la maison » et lorsqu’il garde les troupeaux de son père, il se montre plus rapide que les gazelles et les juments, plus fort aussi que les lions, les ours, les sangliers, les panthères et les taureaux (T. Juda II:1-7). Lors de la guerre contre les tribus de Canaan, il défait à lui seul les rois d’Assor et Tappoua’h, dispersant d’autres assaillants en usant de son habit comme d’une fronde tandis que Jacob occit le roi géant Bélisath (T. Juda III:1-8). 
Accompagné d’un ange de puissance qui lui garantit la victoire, Juda défait encore d’autres rois du sud du pays, d’Arétan, Yovel, Shilo et Makhir (T. Juda III:9-VI:4). Il prend encore la ville de Gaash avec son frère Dan, après qu’ils se sont fait passer pour des Amorrhéens mais il connaît un revers majeur à Timna, et doit la vie sauve à son frère. Ils frappent alors furieusement leurs ennemis qui concluent rapidement un traité de paix et deviennent les vassaux d’Israël ; lui et ses fils reconstruisent ensuite les villes qu’ils ont détruites ; Juda a alors vingt ans (T. Juda VI:5-VII:11). C’est à cette époque qu’il se rend avec le chef de ses bergers, Hiram (sic) l’Adullamite, à la cour du roi Bar Choua d’Adullam, et prend sa fille Bathshoua en mariage. Il aura d’elle trois d’enfants, « mais le Seigneur en reprit deux » et c’est aux enfants du fils survivant, Chelâ, qu’il s’adresse (T. Juda VIII:1-3).
Après dix-huit ans de paix depuis leur retour de Mésopotamie, Ésaü déclare la guerre à son frère Jacob ; Jacob le blesse mortellement d’une flèche et il meurt à Anoniram tandis que Juda, Ruben et Gad soumettent les fils d’Édom qui leur verseront un tribut conséquent jusqu’à la descente des fils d’Israël en Égypte (T. Juda IX:1-8). « Après cela », Er prend pour femme Tamar, une Mésopotamienne fille d’Aram (c’est-à-dire originaire d’Aram-Naharaïm, Aram-Les-Deux-Fleuves) mais il la prend en haine car elle n’est pas cananéenne et ne veut pas en avoir d’enfants, à cause de la fourberie de sa mère ; un ange du Seigneur le fait mourir la troisième nuit. 
Il en va de même avec Onan qui ne connaît pas sa femme pendant un an et ne s’unit à elle que sous la menace de Juda mais, incité par sa mère, il répand sa semence au sol lors de leurs rapports et mourra lui aussi dans la malice. Juda veut donner Thamar à son troisième fils mais Bathshoua marie Chêla à une Cananéenne pendant que son père est parti. Juda reconnaît avoir été égaré par sa jeunesse et étourdi par son ivresse lorsqu’il a pris cette femme de race perverse sans que son père ne le lui ait conseillé ; maudite par Juda, Bathshoua meurt dans sa malice avec ses fils (T. Juda X:1-XI:5).
Deux ans plus tard, Thamar qui est toujours veuve, apprend que Juda monte tondre les brebis, et revêt ses habits de mariée, se postant à la porte d’Enaïm où les jeunes Amoréennes à marier ont coutume de se prostituer pendant sept jours. Enivré, Juda ne reconnaît pas sa belle-fille et vient à elle après lui avoir laissé en gage son sceptre, sa ceinture et le diadème de sa royauté. Revenu de son ivresse et ignorant de ce qu’il a fait, il veut la tuer mais elle lui envoie secrètement les gages et lui rapporte les secrets qu’il lui a dévoilés dans son ivresse « et je ne pus la tuer — conclut-il — car le Seigneur avait permis que cela arrivât ». 
Juda continuera à se demander si elle n’aurait pu recevoir les gages d’une autre femme mais quoi qu’il en soit, il ne l’approchera plus, après avoir fait cette abomination aux yeux de tout Israël ; les gens de la ville l’avaient assuré qu’il n’y avait pas eu de prostituée sacrée à la porte et il pensait que personne ne savait qu’il était venu à elle. Le patriarche, ayant atteint l’âge de 46 ans, descend en Égypte avec sa famille auprès de Joseph à cause de la famine, et y vivra 73 ans (T. Juda XII:1-11).

### Exhortations
Juda exhorte alors ses enfants de ne pas poursuivre les désirs du cœur et de ne pas se vanter des exploits de la jeunesse, « car cela aussi est mauvais devant le Seigneur » ; c’est en effet parce qu’il s’est vanté de n’avoir pas cédé à la tentation d’une jolie femme pendant sa campagne militaire et qu’il a réprimandé Ruben pour son inconduite avec Balla, que Juda sera assailli par l’esprit de luxure jusqu’à forniquer avec Bathshoua la Cananéenne et Thamar sa bru. C’est en outre après avoir été ébloui par les richesses du roi d’Adullam que Juda outrepasse ses scrupules en même temps qu’il transgresse « le commandement du Seigneur et le commandement de [s]on père … Le Seigneur [le] traita selon le penchant de [son] âme car les enfants [qu’il eut] d’elle ne [lui] donnèrent aucune joie » (T. Juda XIII:1-8). 
Le patriarche met aussi ses enfants en garde contre l’usage immodéré du vin car, bu sans modération, il prédispose à la luxure et à la faute — c’est en état d’ivresse que Juda prend son épouse et vient à sa bru. Pris d’ivresse, l’on en vient à profaner la loi et proférer des obscénités tout en professant éhontément son honnêteté puisqu’on est à la vérité égaré (T. Juda XIV:1-8). Quant à la luxure, elle a poussé Juda à se défaire de son sceptre, sa ceinture et son diadème, insignes du soutien de la tribu, de la force et de la gloire du royaume ; il s’est depuis repenti et a renoncé totalement aux plaisirs terrestres mais en ce qui concerne les femmes, l’ange de Dieu lui a montré qu’elles domineront les hommes, du roi au pauvre (T. Juda XV:1-6).  
Juda prescrit donc de ne boire le vin que « dans la retenue, avec la crainte de Dieu », et préconise même de s’en abstenir à qui entend vivre dans la tempérance pour ne pas fauter et mourir avant son temps, car lui Juda avait même révélé à la Cananéenne les mystères de Dieu et de Jacob (T. Juda XVI:1-6). 
Il enjoint de même ses enfants à se détourner de la beauté et des richesses car il sait, pour l’avoir lu dans les livres d’Hénoch, que ses descendants fauteront et amoindriront le royaume qu’il a reçu en salaire de son obéissance filiale avec la bénédiction d’Abraham et Isaac. Juda réitère que l’amour de la richesse mène à l’idolâtrie, lui a fait perdre ses enfants et l’aurait fait mourir sans son repentir et les prières de son père qui ont fait triompher l’esprit de vérité sur l’esprit d’égarement qui habitent en lui, comme en tout homme, et lui ont fait prendre conscience de ses failles et faiblesses quand il se croyait droit et invincible (T. Juda XVII:1-XX:5).
Après ces mises en garde, Juda prescrit à ses fils d’aimer Levi et de ne pas se dresser contre lui car il sait d’un ange de Dieu que la prêtrise est préférée à la royauté (T. Juda XXI:1-5). 

### Prédictions
Juda prédit alors les nombreux travers dans lesquels tomberont ses descendants, avec leur lot d’injustices et de spoliations, les faux prophètes qui exciteront le peuple contre les justes (T. Juda XXI:6-9), les guerres et l’exil (T. Juda XXII), l’idolâtrie et le recours à la divination, la famine, la peste et l’épée qui s’ensuivront, des humiliations sans fin et la chute du Temple après quoi le peuple se repentira et sera ramené par Dieu sur sa terre (T. Juda XXIII:1-5) « Après cela, une étoile se lèvera pour vous de Jacob, dans la paix, un homme se lèvera [de la descendance de Juda], comme un soleil de justice, marchant avec les hommes dans la douceur et la justice et on ne trouvera sur lui aucun péché. Les cieux s’ouvriront sur lui pour répandre l’Esprit, la bénédiction du Père saint, et lui répandra l’Esprit de grâce sur vous ». Les morts ressusciteront alors, les tribus se réuniront en un seul peuple, l'esprit d’égarement ne sera plus, « et tous les peuples rendront gloire au Seigneur à jamais » (T. Juda XXIV-XXV).  
Juda rend l’âme après avoir donné de brèves instructions sur ses funérailles. et ses enfants l’ensevelissent avec ses pères à Hébron (T. Juda XXVI).